# Uhlíková neutralita

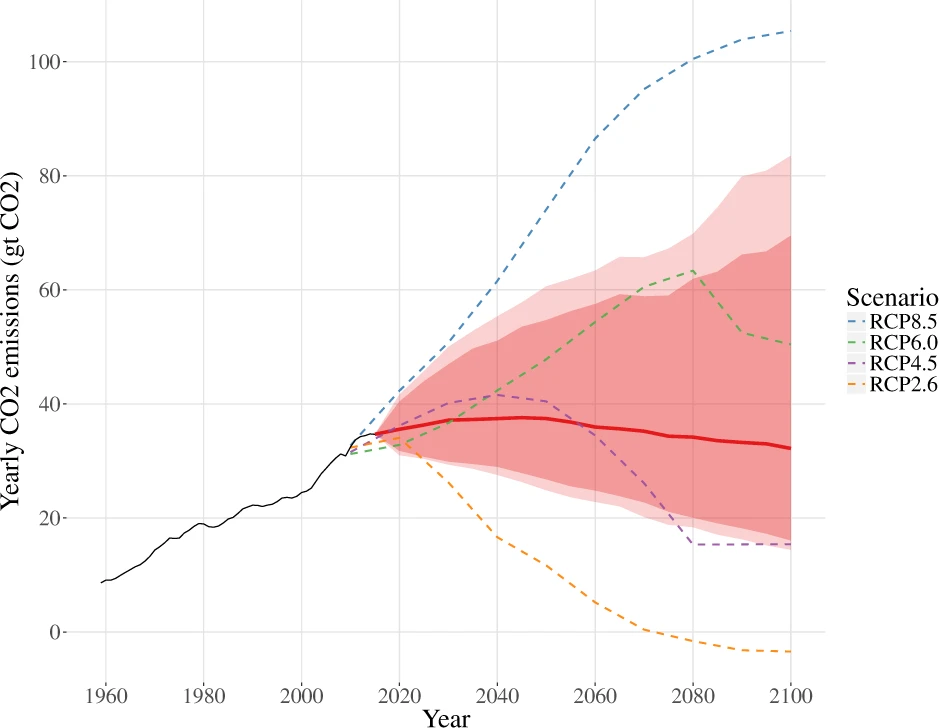
Pravděpodobnostní odhad vývoje každoročních emisí oxidu uhličitého ve světě (nejpravděpodobnější je červená čára).

Uhlíková neutralita (též. čistá nula, čisté nulové emise), tedy bilančně nulové ( anglicky net-zero) emise uhlíku, znamená dosažení rovnováhy mezi čistě lidskými emisemi uhlíku vypouštěnými do atmosféry a opatřeními, která oxid uhličitý z ovzduší odebírají. Ta mohou spočívat v umělém posílení či vytvoření nových tzv. propadů (uložišť uhlíku) přírodními procesy, tak i v technologiích ukládání CO2 do hloubek či biouhlu zejména do půd. Potřeba dosáhnout uhlíkové neutrality vyplývá z potřeby zastavit globální oteplování. Podle zjištění vědců zkoumající klimatické změny, jejichž poznatky jsou shrnuty ve zprávách Mezivládního panelu pro změnu klimatu, je potřeba pro udržení oteplení pod 2 °C (vůči letům 1850–1900) dosáhnout v rozvinutých zemích uhlíkové neutrality do roku 2050. Tento cíl také stanovuje Pařížská dohoda.
Čistou nulu lze specifikovat pro různé druhy skleníkových plynů, ale nejčastěji se odkazuje na oxid uhličitý, který je hlavním přispěvatelem k antropogenním klimatickým změnám. Důležité je, že koncept čisté nuly neznamená úplné odstranění všech emisí, ale spíše vyvážení vypouštěných emisí prostřednictvím opatření, která nějakým způsobem odstraňují nebo kompenzují ekvivalentní množství skleníkových plynů. Pokud bilance antropogenně vypuštěného CO2 a ukládaného bude nulová, jeho koncentrace v ovzduší bude klesat. To povede k zastavení globálního oteplování. U dalších skleníkových plynů lze dosáhnout stabilizace koncentrace, pokud dojde k výraznému poklesu jejich emisí.

## Způsoby dosažení uhlíkové neutrality
Koncept uhlíkové neutrality vychází z fyzikálních věd o klimatu, realizován je však prostřednictvím sociálních, politických a ekonomických systémů. Pro dosažení uhlíkové neutrality mohou být využívány strategie, jako jsou snižování emisí, kompenzace emisí prostřednictvím ukládání uhlíku nebo investice do projektů na odstranění skleníkových plynů z atmosféry. Uhlíkově neutrální stav lze dosáhnout dvěma způsoby:
- Vyrovnáváním emisí oxidu uhličitého s jeho pohlcováním nad rámec přírodních procesů, ať už prostřednictvím kompenzace uhlíku (investice do projektů, které snižují emise CO2 , jako je podpora obnovitelné energie a energetické účinnosti, nebo vytvářejí nové propady, jako je výsadba stromů) nebo procesy odstraňování nebo sekvestrace oxidu uhličitého z atmosféry buď přímým záchytem a vtlačováním do sedimentů v hloubkách či pyrolýzou různé biomasy na biouhel.[6] Některá uhlíkově neutrální paliva fungují téměř stejným způsobem tím, že jsou vyrobena přímo z oxidu uhličitého, ať už atmosférického nebo ze spalin.[7] [8].
- Snížením produkce emisí uhlíku změnou zdrojů energie a průmyslových procesů (nízkouhlíková ekonomika). Posun směrem k využívání obnovitelné energie (např. větrné a solární) vykazuje snížení emisí oxidu uhličitého.[9] Přestože jak obnovitelná, tak neobnovitelná energie produkují emise uhlíku, obnovitelná energie má emise uhlíku výrazně nižší či téměř nulové.[10]  K snížení emisí uhlíku může přispět i přechod na cirkulární hospodaření (např. recyklace, minimalizace odpadu a udržitelné využívání zdrojů). (I pokud jde o metan, jeho produkci z ustájeného skotu lze možná snížit doplněním krmiva o pěstované mořské řasy, snad  až o 40 %.[11])

Odstraňování oxidu uhličitého by mělo být využíváno obezřetně a využívání uhlíkových koncepcí by mělo být regulováno. Čistá nula musí být v souladu s širšími cíli udržitelného rozvoje – spravedlivý přechod na čistou nulu, sociálně-ekologickou udržitelnost a snahu o široké ekonomické příležitosti.

## Proces dosažení uhlíkové neutrality
Snahu dosáhnout uhlíkovou neutralitu mohou vyhlásit uskupení států, jednotlivé státy, regiony, města, organizace, firmy či jednotlivci. Pokud tato vyhlášení mají být seriózní, postupují většinou v následujících krocích.

### Závazek
V případě jednotlivců může být rozhodování jednoduché, ale pro složitější uspořádání (firmy, obce, státy) je potřeba celospolečenskou dohodu, aby mělo úsilí smysl.

### Výpočet a analýza
Výpočet a analýza emisí, které je třeba eliminovat, a posouzení možností, jak toho dosáhnout, jsou nejdůležitějším krokem v procesu přípravy uhlíkové neutrality. Tato část přípravy umožňuje stanovit priority – od výběru produktů po využití energie a způsoby dopravy. Je též nutné stanovit ukazatele, které umožní sledovat pokrok v plnění závazku. Toho lze dosáhnout prostřednictvím inventáře skleníkových plynů, jehož cílem je odpovědět na otázky, jako například:
- Které operace, činnosti, jednotky by měly být zahrnuty?
- Které zdroje by měly být zahrnuty (viz sekce přímé a nepřímé emise)?
- Kdo je zodpovědný za které emise?
- Které plyny by měly být zahrnuty?

Pro jednotlivce jsou užitečné tzv. kalkulačky uhlíkové stopy. Vstupní data do těchto kalkulaček obvykle bývají spotřeba elektřiny v kWh, množství a typ paliva používaného k ohřevu vody a topení v místě bydliště a počet ujetých a nalétaných kilometrů za rok v jednotlivých dopravních prostředcích. Jednotlivci mohou také stanovit různé limity systému, např. osobní emise skleníkových plynů, emise z domácnosti nebo emise společnosti, pro kterou pracují. K dispozici je mnoho on-line kalkulátorů uhlíkové stopy, které se výrazně liší ve uživatelské přívětivosti a v parametrech, které měří. Některé například zohledňují pouze spotřebu energie pro automobily, letadla a domácnost. Jiné zahrnují také domácí spotřebu nebo volný čas.
Pro včasné snižování emisí odborníci doporučují kombinaci dlouhodobých závazků (určují směr, kterým se bude snižování ubírat) s krátkodobými průběžnými cíli (definují způsoby snižování emisí v časových horizontech relevantních pro rozhodování). 

### Realizace
- Omezení emisí Jedním z nejsilnějších argumentů pro snížení emisí skleníkových plynů je to, že často ušetří peníze. Ceny energie po celém světě rostou, takže je stále obtížnější cestovat, vytápět a svítit domy a továrny a udržovat moderní ekonomiku vitální. Z tohoto důvodu je výhodné snižovat spotřebu energií:
  - Omezení spotřeby energie a emisí z dopravy (chůze, používání jízdních kol nebo veřejné dopravy, omezení létání, používání vozidel s nízkou spotřebou energie), ale i z provozu budov a zařízení a z dalších procesů.
  - Získávání elektřiny a jiné energie z obnovitelných zdrojů energie, buď přímo jejich výrobou (například instalace solárních panelů na střechu), nebo výběrem schváleného poskytovatele „zelené energie“ a použitím nízkouhlíkových alternativních paliv, jako jsou udržitelná biopaliva.

- Kompenzace (offset) Účelem použití kompenzací uhlíku je vyrovnat určitý objem emisí skleníkových plynů financováním projektů, které by měly dosáhnout stejného pohlcení emisí skleníkových plynů někde jinde. V rámci předpokladu „Nejprve omezte, co můžete, poté vyrovnejte zbytek“, lze kompenzaci provést podporou zodpovědného projektu snižujícího emise uhlíku nebo nákupem uhlíkových kompenzací. Jedná se o strategii, která se používá jako doplněk k snižování přímých emisí a může být součástí celkového plánu dosažení uhlíkové neutrality.  Takové možnosti využívají i místní samosprávy ve světě.[14] V roce 2015 UNFCCC, na základě mandátu Výkonné rady CDM, spustila specializovanou webovou stránku, na které mohou organizace, společnosti, ale i soukromé osoby, vyrovnat svou stopu. Hlavní cílem této iniciativy je usnadnění účasti všech na procesu podpory udržitelnosti.[15] Kompenzace jsou někdy vnímány problematicky. Například James Hansen popisuje kompenzace jako „moderní odpustky, prodávané veřejnosti s rostoucími emisemi uhlíku, aby se zbavila svých klimatických hříchů“.[16] Samotné rozšíření využívání uhlíkových kompenzací musí být doprovázeno zásadním zvýšením jejich kvality a zvýšenou regulační kontrolou. S tím souvisí i potřeba sociální a environmentální integrity při odstraňování oxidu uhličitého.[5]

Současně je důležité investovat do výzkumu a vývoje nových technologií s nízkými emisemi uhlíku, které umožní udržitelnější využití zdrojů. Důležitá je i mezioborová a mezi úrovňová spolupráce na stanovení a implementaci opatření ke snižování emisí. Podniky a obce mohou využít k dosažení klimatické neutrality systému environmentálního (nebo udržitelného) řízení (EMS) zavedeného mezinárodní normou ISO 14001 (vyvinutou Mezinárodní organizací pro normalizaci). Dalším možností je systém EMAS – Evropský systém pro ekologické řízení a audit, který používá mnoho společností v celé EU. Mnoho obcí používá systém řízení v určitých sektorech své správy nebo certifikuje všechny své činnosti. Nezastupitelnou roli má i vzdělávání a osvěta - informování veřejnosti o důsledcích změny klimatu, důležitosti uhlíkové neutrality, podpora změny chování a životního stylu směrem k minimalizaci uhlíkové stopy. Pro globální úspěšné zavedení čisté nuly bude nezbytná široká společenská podpora.

### Monitorování, vyhodnocení a opakování
V průběhu realizace je důležitý průběžný monitoring emisí uhlíku a také změn navázaných na jednotlivé kroky. Na základě toho lze hodnotit účinnost implementovaných opatření a popřípadě přizpůsobit strategii. Následuje vyhodnocení výsledků a sestavení seznamu navrhovaných vylepšení s výsledky zdokumentovanými a nahlášenými, takže zkušenosti získané z toho, co funguje (a co ne), se sdílejí s těmi, kteří je také mohou dobře využít. A konečně, se vším, co bylo dokončeno, cyklus začíná znovu a znovu, pouze tentokrát s využitím získaných zkušeností. Věda a technologie postupují dál, regulace se zpřísňují, normy, které lidé požadují, rostou. Druhý cyklus tedy půjde dále než první a proces bude pokračovat, každá následná fáze bude stavět na tom, co šlo dříve, a co je třeba zlepšovat.

## Přímé a nepřímé emise
Aby byla organizace považována za uhlíkově neutrální, musí snížit svou uhlíkovou stopu na nulu. Určení toho, co je třeba zahrnout do uhlíkové stopy, závisí na organizaci a standardech, které dodržuje. Obecně platí, že přímé zdroje emisí, které zahrnují veškeré znečištění způsobené výrobou, vozidly vlastněnými společností a proplacenými cestami, hospodářskými zvířaty a jakýmkoli jiným zdrojem, který je přímo ovládán vlastníkem, musí být zásadně omezeny a kompenzovány. Emise nepřímé se stanovují obtížněji. Jsou výsledkem výroby zboží a služeb, které používá spotřebitel, ale nejsou přímo produkovány v místě spotřeby. K stanovení nepřímé stopy jsou nezbytné údaje z analýzy životního cyklu výrobků, jsou spojeny s celým životním cyklem produktu - výroba, distribuce, používání, odstranění (např. emise spojené s výrobou a distribucí elektrické energie). Nepřímé emise lze snížit například nákupem obnovitelného zdroje elektřiny.
Například, přímé emise letecké společnosti jsou tvořeny veškerým spáleným leteckým palivem, zatímco nepřímé emise zahrnují výrobu a likvidaci letadel, veškerou elektřinu používanou k provozu kanceláře letecké společnosti a denní emise z cestování zaměstnanců do práce a z práce. V jiném příkladu má energetická společnost přímé emise skleníkových plynů, zatímco úřad, který ji nakupuje, ji považuje za nepřímé emise.

## Společenská odpovědnost
Být uhlíkově neutrální je stále více vnímáno jako dobrá firemní či státní společenská odpovědnost a stále více firem a států ohlašují rok, kdy mají v úmyslu stát se zcela neutrální. Události, jako je summit G8 a organizace, jako je Světová banka využívají také kompenzační schémata, aby se staly neutrálními z hlediska uhlíku. Umělci jako The Rolling Stones a Pink Floyd vydali alba nebo uskutečnili zájezdy na uhlíkově neutrální.

### Společnosti a organizace
Mezi korporátní příklady samostatně prohlášených uhlíkově neutrálních a klimaticky neutrálních iniciativ patří společnost Dell, Google, HSBC, ING Group, PepsiCo, Sky, a Tesco.
Organizace spojených národů se pod vedením generálního tajemníka Ban Ki-muna zavázala v prosinci 2007 usilovat o klimatickou neutralitu. Program OSN pro životní prostředí (UNEP) oznámil, že se v roce 2008 stal klimaticky neutrální a v prosinci zahájil program Climate Neutral Network (CNC) na podporu uhlíkové neutrality.
Olympijské a paralympijské zimní hry ve Vancouveru 2010 byly první uhlíkově neutrální hry v historii.
Budovy jsou výrazným samostatným přispěvatelem k produkci skleníkových plynů. Závazek AIA 2030 Amerického institutu architektů (American Institute of Architects) je dobrovolný program pro členské organizace AIA a další subjekty v urbanizovaném prostředí, který se snaží aby se členské organizace zavázaly navrhovat do roku 2030 všechny své budovy jako uhlíkově neutrální.

### Státy
Dva státy dosáhly uhlíkové neutrality:
- Bhútán (v roce 2019 uhlíkově negativní)[33][34]
- Surinam[35]

Další země přislíbily uhlíkovou neutralitu, například:
| Stát/území              | Rok            | Status                                    | Zdroj                       |
| ----------------------- | -------------- | ----------------------------------------- | --------------------------- |
| Andorra                 | 2050           | předložení UN FCCC                        | [ 39 ]                      |
| Argentina               | 2050           | předložení UN FCCC                        | [ 40 ]                      |
| Austrálie               | 2050           | politické rozhodnutí                      | [ 41 ]                      |
| Bahrajn                 | 2060           | oznámení záměru                           | [ 42 ]                      |
| Bangladéš               | 2050           | diskuse o záměru                          | [ 43 ]                      |
| Belgie                  | 2050           | politické rozhodnutí                      | [ 44 ]                      |
| Brazílie                | 2050           | předložení UN FCCC                        | [ 45 ]                      |
| Česko                   |                |                                           |                             |
| Čína                    | 2060           | politické rozhodnutí                      | [ 46 ]                      |
| Dánsko                  | 2050           | zákonem                                   | [ 34 ] [ 47 ]               |
| Evropská unie           | 2050           | zákonem                                   | [ 48 ] [ 49 ] [ 50 ]        |
| Etiopie                 | 2025 nebo 2030 | politické rozhodnutí                      | [ 51 ] [ 52 ]               |
| Fidži                   | 2050           | zákonem (ve schvalování)                  | [ 34 ]                      |
| Finsko                  | 2035           | rozhodnutí koalice                        | [ 34 ]                      |
| Francie                 | 2050           | zákonem                                   | [ 34 ]                      |
| Grenada                 | 2050           | předložení UN FCCC                        | [ 34 ]                      |
| Chile                   | 2050           | zákonem (ve schvalování)                  | [ 53 ]                      |
| Chorvatsko              | 2050           | oznámení záměru                           | [ 54 ]                      |
| Island                  | 2040           | politické rozhodnutí                      | [ 34 ] [ 55 ]               |
| Indie                   | 2070           | závazek                                   | [ 56 ]                      |
| Indonésie               | 2060           | politické rozhodnutí                      | [ 57 ]                      |
| Irsko                   | 2050           | zákonem (ve schvalování)                  | [ 34 ]                      |
| Izrael                  | 2050           | politické rozhodnutí                      | [ 58 ]                      |
| Itálie                  | 2050           | politické rozhodnutí                      | [ 59 ]                      |
| Japonsko                | 2050           | zákon                                     | [ 60 ] [ 55 ]               |
| Jižní Afrika            | 2050           | politické rozhodnutí                      | [ 61 ]                      |
| Jižní Korea             | 2050           | zákonem                                   | [ 61 ] [ 62 ]               |
| Kanada                  | 2050           | zákonem                                   | [ 53 ]                      |
| Kazachstán              | 2060           | předložení UN FCCC                        | [ 63 ]                      |
| Kalifornie              | 2045           | výkonným příkazem                         |                             |
| Kolumbie                | 2050           | oznámení záměru                           | [ 64 ] [ 65 ]               |
| Kostarika               | 2050           | politické rozhodnutí (Plán dekarbonizace) | [ 34 ]                      |
| Lucembursko             | 2050           | zákonem                                   | [ 66 ] [ 43 ]               |
| Maledivy                | 2030           | předložení UN FCCC                        | [ 34 ]                      |
| Marshallovy ostrovy     | 2050           | závazek dle Pařížské dohody               | [ 34 ]                      |
| Maďarsko                | 2050           | zákonem                                   | [ 34 ]                      |
| Mexiko                  |                |                                           |                             |
| Monako                  |                |                                           |                             |
| Nauru                   | 2050           | politické rozhodnutí                      | [ 43 ]                      |
| Nepál                   | 2050           | závazek dle Pařížské dohody               | [ 34 ]                      |
| Německo                 | 2045           | zákonem                                   | [ 67 ]                      |
| Niue                    | 2050           | probíhá diskuse                           | [ 43 ]                      |
| Nizozemsko              |                |                                           |                             |
| Nový Zéland             | 2050           | zákonem                                   | [ 34 ]                      |
| Norsko                  | 2030           | zákonem                                   | [ 34 ] [ 55 ]               |
| Pákistán                | 2050           | probíhá diskuse                           | [ 43 ]                      |
| Panama                  | 2050           | předložení UN FCCC                        | [ 34 ]                      |
| Paraguay                | 2050           | politické rozhodnutí                      | [ 68 ]                      |
| Peru                    | 2050           | politické rozhodnutí                      | [ 69 ]                      |
| Portugalsko             | 2050           | politické rozhodnutí                      | [ 34 ]                      |
| Rakousko                | 2040           | politické rozhodnutí, dohoda koalice      | [ 70 ] [ 61 ] [ 71 ] [ 72 ] |
| Rusko                   | 2060           | závazek                                   | [ 73 ]                      |
| Řecko                   | 2050           | probíhá diskuse                           | [ 43 ]                      |
| Saúdská Arábie          | 2060           | závazek                                   | [ 74 ]                      |
| Singapur                | 2050–2100      | předložení UN FCCC                        | [ 34 ]                      |
| Skotsko                 | 2045           | zákon                                     | [ 75 ]                      |
| Slovensko               | 2050           | politické rozhodnutí                      | [ 34 ]                      |
| Slovinsko               | 2050           | politické rozhodnutí                      | [ 76 ]                      |
| Spojené arabské emiráty | 2050           | prohlášení o záměru                       | [ 77 ]                      |
| Spojené království      | 2050           | zákonem                                   | [ 47 ] [ 61 ]               |
| Spojené státy americké  | 2050           | prohlášení o záměru                       | [ 61 ]                      |
| Srí Lanka               | 2060           | politické rozhodnutí                      | [ 43 ]                      |
| Španělsko               | 2050           | zákon                                     | [ 34 ]                      |
| Švédsko                 | 2045           | zákonem                                   | [ 34 ] [ 78 ]               |
| Švýcarsko               | 2050           | politické rozhodnutí                      | [ 34 ] [ 61 ]               |
| Turecko                 | 2053           | politické rozhodnutí                      | [ 79 ]                      |
| Ukrajina                | 2060           | oznámení záměru                           | [ 80 ] [ 81 ]               |
| Uruguay                 | 2030           | závazek dle Pařížské dohody               | [ 34 ]                      |
| Uzbekistán              | 2050           |                                           | [ 82 ]                      |
| Vatikán                 | 2050           | předložení UN FCCC                        | [ 83 ]                      |
| Východní Timor          |                |                                           | [ 84 ]                      |

Česká republika ve svém plánu roku 2024 ustoupila z dosažení neutrality roku 2050 za směřování k neutralitě.

#### Kanada
V červnu 2011 oznámila kanadská provincie Britská Kolumbie, že se oficiálně stala první provinční/státní jurisdikcí v Severní Americe k dosažení uhlíkové neutrality v operacích veřejného sektoru: každá škola, nemocnice, univerzita a vládní úřad, hlásí a kupují uhlíkové kompenzace pro všechny emise skleníkových plynů od roku 2010, jak vyžadují právní předpisy. Místní vlády napříč BC také začínají vyhlašovat uhlíkovou neutralitu.

#### Kostarika
Cílem Kostariky je být do roku 2050 plně uhlíkově neutrální. Plánuje to ještě rychleji, konkrétně do roku 2021 (200. výročí jeho nezávislosti). V roce 2004 pocházelo 46,7 % primární energie Kostariky z obnovitelných zdrojů, zatímco 94 % její elektřiny v roce 2006 bylo vyrobeno z vodní energie, větrných farem a geotermální energie v roce 2006. Daň z benzínu ve výši 3,5 % se používá k platbám za účelem kompenzace vlastníků půdy za pěstování stromů a ochranu lesů a její vláda připravuje další plány na snížení emisí z dopravy, zemědělství a průmyslu.

#### Evropská unie
Od května 2019 má EU střednědobé cíle, 11. prosince představila Evropská komise Zelenou dohodu pro Evropu, která přináší konkrétní opatření na zmírnění klimatické krize, se také proto stala jedním z hlavních cílů agendy nové předsedkyně Evropské komise Ursuly von der Leyenové. Podle jejích plánů by se měly krátkodobé cíle do roku 2030 upravit tak, aby v roce 2050 Evropa dosáhla uhlíkové neutrality. Dne 13. prosince 2019 schválila Evropská rada uhlíkovou neutrality EU do roku 2050, výjimku zatím dostalo Polsko.
Zelenou dohodu podporuje i program Horizont Evropa, jehož součástí je i EU Mise 100 klimaticky neutrálních a inteligentních měst do roku 2030. Cílem mise je do roku 2030 zajistit 100 klimaticky neutrálních a inteligentních měst a umožnit, aby tato města fungovala jako experimentální a inovační centra pro všechna evropská města, která by je měla v klimatické neutralitě následovat do roku 2050.

#### Francie
Dne 27. června 2019 hlasovalo Francouzské národní shromáždění v zákoně první článek klimaticko-energetického balíčku, který stanoví Francii cíle snížit emise skleníkových plynů a do roku 2050 dosáhnout uhlíkově neutrální hodnoty v souladu s Pařížskou dohodou o klimatu z roku 2015. Toto bylo schváleno francouzským senátem dne 18. července 2019.

#### Island
Island také směřuje ke klimatické neutralitě. Více než 99 % výroby elektřiny a téměř 80 % celkové výroby energie pochází z vodní energie a geotermální energie. Žádný jiný národ nevyužívá tak vysoký podíl obnovitelných zdrojů energie. V únoru 2008 byly Kostarika, Island, Nový Zéland a Norsko prvními čtyřmi zeměmi, které se připojily k síti neutrálních klimatických změn, což je iniciativa vedená v rámci Programu OSN pro životní prostředí (UNEP), která katalyzuje globální kroky směřující k nízkouhlíkovým ekonomikám a společnostem.

#### Maledivy
Bývalý prezident Malediv se zavázal učinit svou zemi uhlíkově neutrální do deseti let přechodem na větrnou a sluneční energii. Maledivy, země skládající se z velmi nízko položených ostrovů, by byly kvůli vzestupu hladiny moře jednou z prvních zemí, které byly ponořeny. Maledivy předsedaly založení fóra pro ochranu klimatu.

#### Nový Zéland
Dne 7. listopadu 2019 schválil Nový Zéland zákon, který požaduje, aby země do roku 2050 byla uhlíkově neutrální (s výjimkou biogenního metanu, s plány snížit do roku 2050 o 24–47 % pod úroveň roku 2017).

#### Norsko
V lednu 2008 norská vláda deklarovala cíl, aby do roku 2030 bylo Norsko uhlíkově neutrální. Vláda však nepřijala konkrétní opatření; plán byl založen na nákupu kompenzací uhlíku z jiných zemí a ve skutečnosti bylo provedeno jen velmi málo pro snížení norských emisí, kromě velmi úspěšné politiky pro elektrická vozidla.

#### Švédsko
Cílem Švédska je stát se uhlíkem neutrálním do roku 2045. Vize je taková, že čisté emise skleníkových plynů by měly být nulové.

#### Vatikán
V červenci 2007 oznámilo město Vatikán plán stát se prvním uhlíkově neutrálním státem na světě, v návaznosti na politiku papeže bojovat proti globálnímu oteplování. Cíle mělo být dosaženo podporou vatikánského klimatického lesa v Maďarsku. Les by měl být dimenzován tak, aby kompenzoval roční emise oxidu uhličitého. Od roku 2008 však nebyly vysazeny žádné stromy. Společnost KlimaFa již neexistuje a nesplnila své sliby. V listopadu 2008 také městský stát nainstaloval a uvedl do provozu 2 400 solárních panelů na střeše audienční síně Centra Pavla VI.

#### Spojené království
Jak doporučil Výbor pro změnu klimatu (CCC), vláda se právně zavázala k čistým nulovým emisím skleníkových plynů ve Spojeném království do roku 2050 a Energetická a klimatická zpravodajská jednotka (ECIU) uvedla, že tento cíl je reálný. K vyvážení emisí ze zemědělství a letectví bude zapotřebí řada technik, včetně propadů uhlíku (odstraňování skleníkových plynů). Mezi tyto propady uhlíku může patřit zalesňování, obnova stanovišť, sekvestrace uhlíku v půdě, bioenergie se zachycováním a ukládáním uhlíku a dokonce i přímé zachycování vzduchu.

##### Skotsko
Skotsko si stanovilo cíl do roku 2045.

## Certifikace
Ačkoli v současné době neexistuje žádný mezinárodní certifikační systém pro uhlíkovou nebo klimatickou neutralitu, některé země zavedly národní certifikační systémy. Příklady zahrnují norský ekologický pilotní program a National Carbon Offset Standard (NCOS) australské vlády.
Certifikace jsou k dispozici také od CEB, BSI (PAS 2060) a The CarbonNeutral Company (CarbonNeutral).

## Kritika uhlíkové neutrality
Klimatologové James Dyke, Robert Watson a Wolfgang Knorr se domnívají, že koncept uhlíkové neutrality je ve výsledku pro snižování emisí škodlivý. To z toho důvodu, že závisí na budoucích, v současnosti neexistujících technologiích (geoinženýrství, zachytávání a ukládání oxidu uhličitého), což umožňuje zachování současných hodnot emisí uhlíku a pokračování ve spalování fosilních paliv. Podle nich jsou závazky uhlíkové neutrality nikoliv způsobem, jak ochránit klima, ale jak zachovat současný stav.
Ekonom Bjørn Lomborg vyzývá, že jsou třeba nové technologie, protože stávající přechod od emisí stávající technologií bude podle studie v časopise Nature v USA stát v průměru každého občana každý rok 11 tisíc dolarů v současných cenách.
Pokud bude cílem dosažení neutrality roku 2050 a nebude podstatnou měrou oxid uhličitý zachytáván, bude k tomu třeba redukce spotřeby energie na čtvrtinu. Podle britské vládní studie to ale prakticky znamená, že v roce 2050 nebude hovězí maso, cement, letecká i lodní doprava a používání silnic bude omezeno na 60 % stavu v 2020. Mezinárodní agentura pro energii uvádí, že je například každý den do roku 2050 instalovat solární elektrárnu o velikosti větší, než je současná největší elektrárna.
Podle organizace Oxfam je dosažení neutrality, při současném přístupu politiků, do roku 2050 nemožné. I web Carbon Brief placený z European Climate Foundation roku 2024 odhaduje, že emise v EU budou nulové zhruba roku 2070 a v USA zhruba roku 2080.

## Alternativa uhlíkové neutrality
Uhlíková neutralita počítá s nulovým efektem emisí (čisté nulové emise) na radiační působení. Ovšem neutralita v radiačním působení je přísnější požadavek na udržení teploty Země. Klimatická neutralita by tedy měla počítat v radiačním působení obsahující i starou emisní zátěž. Fotovoltaika instalovaná na pevnině (nikoli na oceánu) snižuje odražené záření, a tak zahřívá své okolí (tepelný ostrov) a tak i Zemi. Takže solární panely na souši nejsou při provozu klimaticky neutrální, protože produkují teplo navíc (vyrobená elektrická energie se spotřebováním také promění v teplo).

### Geologická uhlíková neutralita
Geologická uhlíková neutralita (anglicky Geological Net Zero, GNZ) je přísnější požadavek než samotná uhlíková neutralita v emisích. Vyžaduje totiž neutralitu mezi geologickými zdroji (přirozené či z fosilních paliv) a geologickým ukládáním oxidu uhličitého či jiných skleníkových plynů. Proto také sekvestrace uhlíku musí ukládat uhlík alespoň na 1000 let, aby opatření byla účinná. Nestačí tedy vyrovnanost toků oxidu uhličitého na časové škále cyklu produkce/ukládání u biologických procesů.

### Další pojetí čisté nuly
Čistou nulu lze současně vnímat jako referenční rámec, díky jehož představení lze strukturovat a chápat globální opatření proti změně klimatu. Aby se čistá nula stala užitečným referenčním rámcem pro osoby s rozhodovací pravomocí, je třeba globální uhlíkové omezení převést na jednotlivé cesty dekarbonizace pro národní státy, subjekty na nižší než národní úrovni, společnosti a další organizace. Tedy vytvořit ucelená pravidla, či manuál, podle kterého by se dalo jednotně řídit. V praxi je definování rozsahu, načasování, spravedlnosti a relevance cílů čistého nulového uhlíku na úrovni subjektů ponecháno na jednotlivých emitentech a samoregulovaných dobrovolných kodexech.
Dosažení čisté nuly vyžaduje operacionalizaci v různých sociálních, politických a ekonomických odvětvích. Je potřeba se vypořádat s mnoha etickými otázkami, sociálními problémy, politickými zájmy, aspekty spravedlnosti, ekonomickými úvahami a technologickými přechody a s několika politickými, ekonomickými, právními a behaviorálními nástrahami, které by mohly zmařit úspěšnou implementaci.